# Probaryconus cauverycus
Probaryconus cauverycus är en stekelart som beskrevs av Saraswat 1978. Probaryconus cauverycus ingår i släktet Probaryconus och familjen Scelionidae. Inga underarter finns listade i Catalogue of Life.